# Esbjerg Hurricanes 2023
Questa voce raccoglie le informazioni riguardanti gli Esbjerg Hurricanes nelle competizioni ufficiali della stagione 2023.

## 1. division 2023

### Stagione regolare

#### Prima fase
| Esbjerg 15 aprile 2023, ore 14:00 2ª giornata | Esbjerg Hurricanes | 6 – 48 referto | Frederikssund Oaks | Skibhøj Idrætsanlæg |

| Næstved 29 aprile 2023, ore 14:00 4ª giornata | Næstved Vikings | 6 – 22 referto | Esbjerg Hurricanes | SJSI Vikings |

| Esbjerg 6 maggio 2023, ore 14:00 5ª giornata | Esbjerg Hurricanes | 24 – 27 referto | Ørestaden Spartans | Skibhøj Idrætsanlæg |

| Herlev 27 maggio 2023, ore 14:00 8ª giornata | Herlev Rebels | 20 – 0 referto | Esbjerg Hurricanes | Kildegårdsskolen |

| Esbjerg 3 giugno 2023, ore 14:00 9ª giornata | Esbjerg Hurricanes | 6 – 56 referto | Amager Demons/ Slagelse Wolfpack | Skibhøj Idrætsanlæg |

| Odense 18 giugno 2023, ore 14:00 11ª giornata | Odense Badgers | 20 – 0 referto | Esbjerg Hurricanes | Bolbroparken |

#### Seconda fase
| Esbjerg 19 agosto 2023, ore 14:00 Turno 2 | Esbjerg Hurricanes | 50 – 0 (a tavolino) referto | Næstved Vikings | Skibhøj Idrætsanlæg |

| Kastrup 26 agosto 2023, ore 15:00 Turno 3 | Amager Demons /Slagelse Wolfpack | 48 – 12 referto | Esbjerg Hurricanes | Bag Amagerhallen |

| Copenaghen 10 settembre 2023, ore 14:00 Turno 5 | Ørestaden Spartans | 0 – 6 referto | Esbjerg Hurricanes | Kløvermarken |

## Statistiche di squadra
| Competizione      | %Vittorie | In casa | In casa | In casa | In casa | In casa | In casa | In trasferta | In trasferta | In trasferta | In trasferta | In trasferta | In trasferta | Totale | Totale | Totale | Totale | Totale | Totale |
| Competizione      | %Vittorie | G       | V       | N       | P       | Pf      | Ps      | G            | V            | N            | P            | Pf           | Ps           | G      | V      | N      | P      | Pf     | Ps     |
| ----------------- | --------- | ------- | ------- | ------- | ------- | ------- | ------- | ------------ | ------------ | ------------ | ------------ | ------------ | ------------ | ------ | ------ | ------ | ------ | ------ | ------ |
| Stagione regolare | .333      | 4       | 1       | 0       | 3       | 86      | 131     | 5            | 2            | 0            | 3            | 40           | 94           | 9      | 3      | 0      | 6      | 126    | 225    |
| Totale            | .333      | 4       | 1       | 0       | 3       | 86      | 131     | 5            | 2            | 0            | 3            | 40           | 94           | 9      | 3      | 0      | 6      | 126    | 225    |